# 스콧 에번스 (배우)
스콧 에번스(영어: Scott Evans, 1983년 9월 21일 ~ )는 미국의 배우이다. 배우 크리스 에번스의 동생이다.

## 출연 작품

### 영화
- 러블리 본즈 (2009)
- 쇼퍼홀릭 (2009)
- 비헤이빙 배들리 (2014)
- 비포 위 고 (2014)
- 타임 투 러브 (2014)
- 클로즈 레인지 (2015)
- Lily & Kat (2015)
- Badlands of Kain (2016)
- Almost Love (2019)
- 바비 (2023)

### 텔레비전
- 가이딩 라이트 (2008)
- 프린지 (2008)
- 원 라이프 투 리브 (2008-10)
- 로앤오더: 뉴욕 특수수사대 (2008, 2011)
- 로앤오더: 범죄 전담반 (2010)
- 화이트 칼라 (2012-13)
- 루킹 (2014)
- 그레이스 앤 프랭키 (2018-19)